# Lüderssche Mittag-Sonnenuhr
Die vertikale Lüderssche Mittag-Sonnenuhr (auch: Lüderssche Sonnenuhr, Lüders-Karstensche Sonnenuhr, Bützowsche Sonnenuhr, Bützower Sonnenuhr oder Sonnenuhr Bützow) ist ein Instrument zur Zeitbestimmung aus dem 18. Jahrhundert an der Stiftskirche in der Altstadt der Stadt Bützow im Landkreis Rostock in Mecklenburg. Die Sonnenuhr gilt als ein wissenschaftlich-technisches Denkmal von hohem Rang.

## Lage
Die etwa 140 mal 120 Zentimeter messende Vertikalsonnenuhr aus gotländischem Kalkstein ist am zweiten westlichen Chorpfeiler der Südseite in über drei Metern Höhe über dem Sockel an der ehemaligen Bülow’schen Kapelle des Bützower Doms angebracht.

## Funktionsfähigkeit
Nach derzeitigen Forschungsergebnissen hatte die Sonnenuhr wahrscheinlich nur eine Lebenszeit von knapp 30 Jahren. Jedenfalls fehlte Anfang des 19. Jahrhunderts bereits der Schattenstab. Er wurde möglicherweise herausgebrochen.

## Geschichte

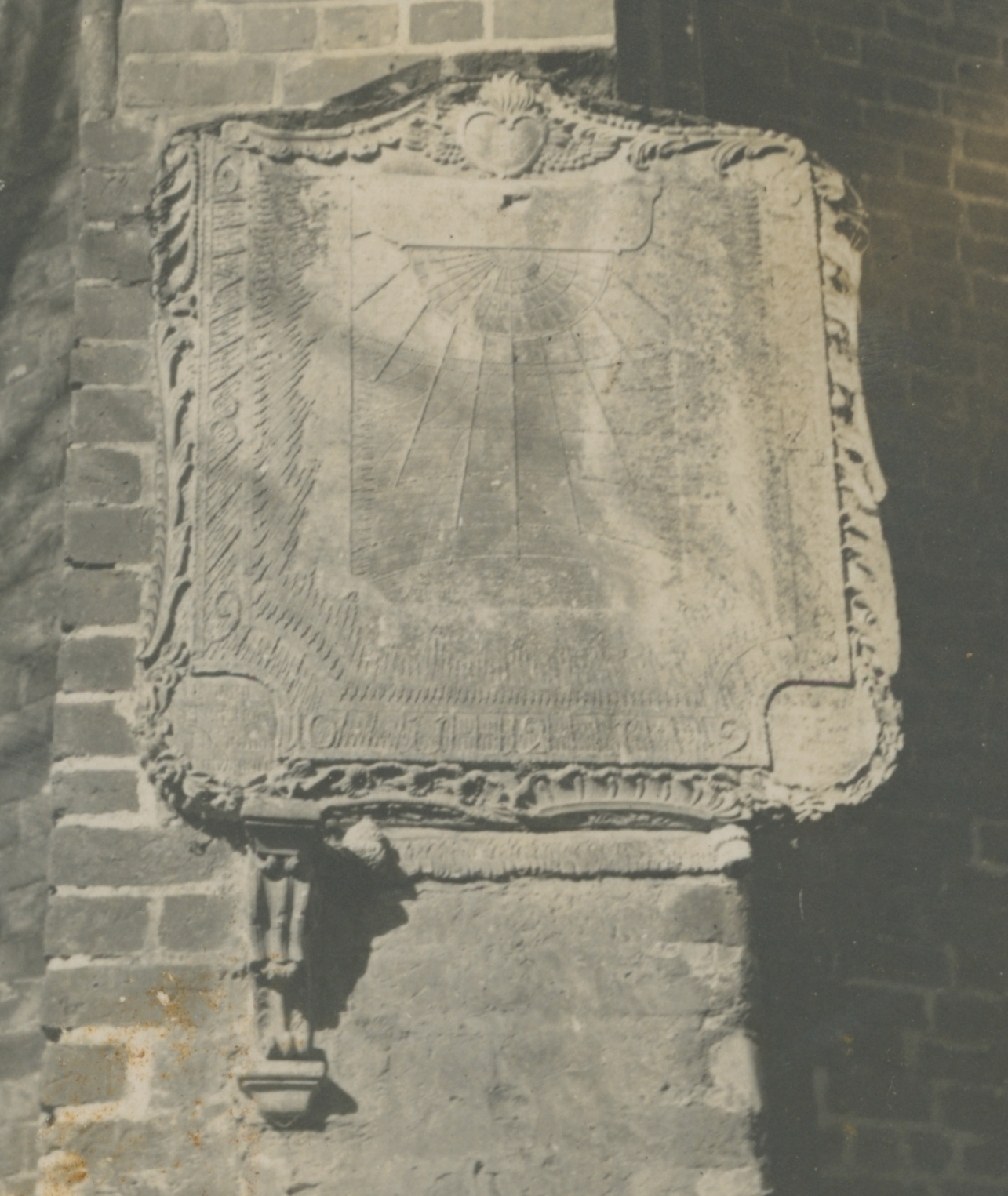
Originale Sonnenuhr 1926

Der Pastor Magister Thomas Christoph Luger (* 2. September 1718 in Güstrow;† 10. Juni 1771 in Bützow) begann seine akademischen Studien am 30. Oktober 1734 an der Universität Rostock, wo er den Grad eines Bakkalaureus Theologiae erlangte. Anschließend setzte er seine Studien in Jena fort. Im Jahr 1741 wurde Luger als zweiter Pfarrer nach Bützow berufen und stieg 1766 zum ersten Pfarrer und Präpositus der Bützower Stiftskirche auf. Stark geprägt von der Universität Bützow, einem damals bedeutenden Zentrum wissenschaftlicher Forschung, stiftete er im Jahr 1765 eine Vertikalsonnenuhr. Für dieses bedeutende Projekt beauftragte der Präpositus den „Candidaten“ J. C. Lüders, der sich bereits durch zahlreiche bemerkenswerte Arbeiten am herzoglichen Pädagogium einen Namen gemacht hatte. Lüders, der seine schulische Ausbildung an der ersten Realschule zu Berlin genossen hatte, erstellte aus gotländischem Kalkstein ein herausragendes Meisterwerk der Steinmetzkunst. Die Namen Lugers und Lüders sind in den Inschriftkartuschen, die sich links und rechts unten an der Steinplatte der Uhr befinden, verewigt.
Für die mathematisch-astronomischen Berechnungen wurde der damaligen Rektor der Bützower Universität, Professor für Logik, Mathematik und Physik Wenceslaus Johann Gustav Karsten berufen. Karsten, der auch die auf seinem Haus in der Pfaffenstraße 3 installierte Universitätssternwarte leitete, befasste sich schon früh mit der Gnomonik sowie der Optik. Für das Semester 1762–63 kündigte Karsten Vorlesungen zur Astronomie an, einschließlich praktischer Übungen in der Kunst. Das für die Zeit ungewöhnliche Instrument wurde am 17. September 1765 an der Stiftskirche angebracht, wobei Prof. Karsten bei der Montage auf die präzise Eichung des Instruments achtete.
Im selben Jahr erschien die erste Nachricht, in dem von Ernst Johann Friedrich Mantzel herausgegebenen zwanzigsten Teil der „Bützowschen Ruhestunden“.

„Vorläufige Nachricht, von dem, an der hiesigen, Bützowschen Stifts-Kirche, neulich aufgestelltem, unvergleichlichem Stunden- und andrer höherer mathematischer Dinge, Zeiger.“

 Im zweiten Semester 1765 druckte Mantzel im zweiundzwanzigsten Teil der Ruhestunden eine weitere Nachricht zum Sonnen-Zeiger ab.

„Gehofte, Karstensche Beschreibung, des künstlichen, neuen Sonnen-Zeigers, an der Bützowschen Cathedral-Kirche.“

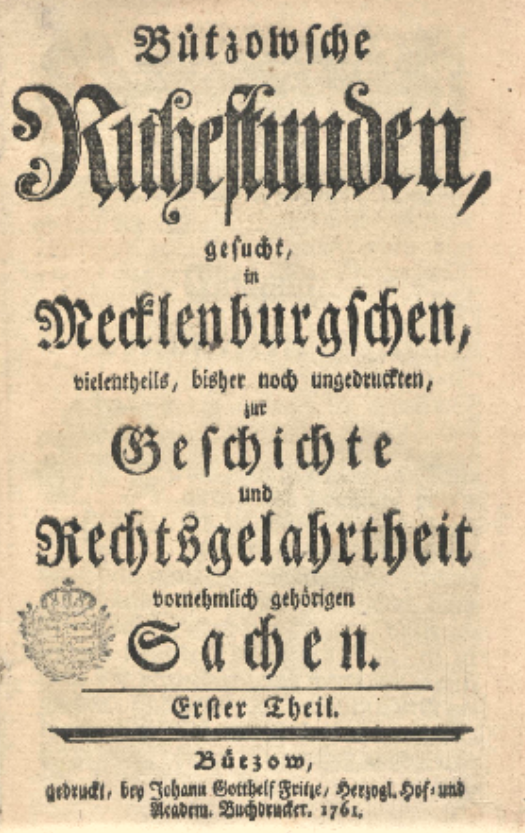
Titelblatt der Bützowsche Ruhestunden
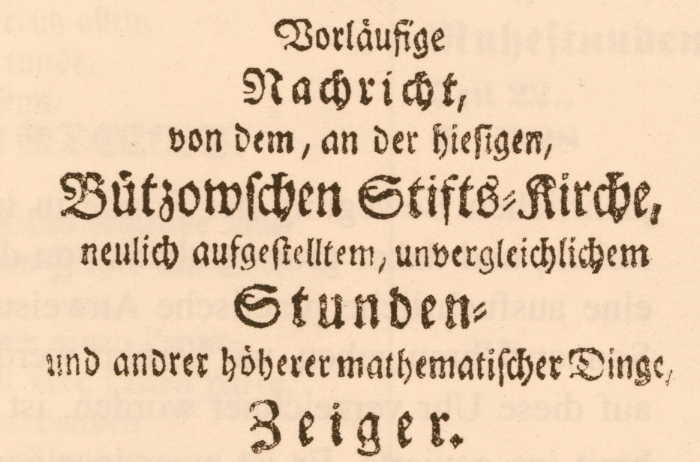
Die erste Nachricht des Zeigers
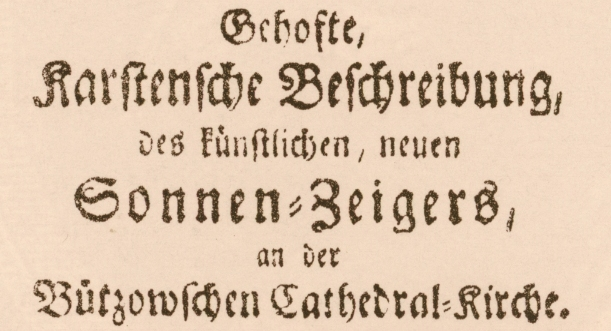
Karstensche Beschreibung des Sonnen-Zeigers

## Beschreibung der Sonnenuhr

### Schmuck und Inschriften
Der äußere Rand der Platte weist Verzierungen in einer Breite von rund 7,5 cm auf, wobei dieser Rahmen geschwungen und nicht gleichmäßig breit ist. Es handelt sich um teils durchbrochene, auf der rechten Seite mit Draht durchflochtene Palmwedel und Blattranken. Der noch teilweise vorhandene Draht stellt eine Rosenranke dar und war mit heute verlorenen Blättern und Blüten besetzt. Die Mitte des oberen Randes, oberhalb des Fußpunktes des Schattenwerfers weist als theologisches Sinnbild der Andacht ein geflügeltes, brennendes Herz auf. Das Herz trägt hebräisch den Namen Jehovah, griechisch Jesus Christos und in der Spitze des Herzens „ein kleines vergoldetes Kreuz“. Das Feld zwischen dem oberen Rand und dem darunter anschließenden Skalenfeld weist auf beiden Seiten des Herzens die Verse auf:

„Wenn in des Herzens Grunde Dein Nahm und Creutz allein Funckelt all Zeit und Stunde, So kan ich frölich seyn.“

Auf dem linken Schriftfeld steht ganz links recht unscheinbar die Jahreszahl:

MDCCLXV

„1765“

Unter dieser Textanordnung ist ein rechteckiges Textfeld mit geschwungenen Seiten mit Aufschriften italienisch und deutsch, die, so Karsten:

„Den Moralischen Zeiger am Christen-Himmel vorstellen“

Die Schriften lauten auf der Sonnenuhr:

Con arte ed inganno si vive mezo l’'anno; Con inganno e con arte si vive l‘altro parte

„Durch Kunst und durch Betrug man lebt sechs Monden zwar; Jedoch durch List und Kunst man lebt das ganze Jahr“

Und darunter:

„Ich bin mein Heyl verbunden all Augenblick und Stunden, dir überhoch und sehr; was Leib ec.“

Links dieses Schriftfeldes steht in griechischer und lateinischer Sprache:

„Πρακτικήκαιθεωρία seu Differentia Actorum atque verborum Christianorum, i.e. Index Apparitionum coeli Christiani.“

„Praxis und Theorie oder Unterschiedlich der christlichen Taten und Worte, d.h. Anzeiger der Erscheinung des christlichen Himmels.“

Rechts davon:

„Coeurs ou actions“

„Herzen und Handlung“

und

„Bouches ou paroles“

„Münder oder Sprache“

Sowie:

„Ces inscriptions servent pour signifier quel temps il est & qu‘il fait au ciel de la Religion & du Christianisme. Selon Ps. XIL.v.2.3.“

„Hilf, HERR! Die Heiligen haben abgenommen, und gläubig sind wenige unter den Menschenkindern. Einer redet mit dem andern Lug und Trug, sie heucheln und reden aus zwiespältigem Herzenig - Psalm 12, Verse 2,3.“

und die Inschrift:

„Les gens du siecle aiment la tromperie Le vain mensonge, & le deguisement, Tous leurs discours sont plains de flaterie La bouche parle, & le coeur la dement.“

„Die Menschen des Jahrhunderts lieben die Täuschung. Die vergebliche Lüge und die Verschleierung, All ihre Reden sind voller Schmeicheleien, Der Mund spricht und das Herz leugnet sie.“

Am unteren Rand der Sonnenuhrenplatte sind zwei Kartuschen angebracht. Die linke, westliche, verweist auf Thomas Christoph Luger als den Sponsor der Sonnenuhr:

„Donauit M. TC. Luger S. Th. B. Pastor Bützouiensis. Bono publico.“

„Magister T. C. Luger, der Allerheiligsten Theologie, Guter Hirte von Bützow. Zum besten der Allgemeinheit.“

Die rechte, östliche nennt den Erschaffer:

„Delineauit atque ex sculpsit L C. Lüders, S. Min: Candid.“

„Entworfen und gestochen von L. C. Lüders, Kandidat des Heiligen Ministeriums.“

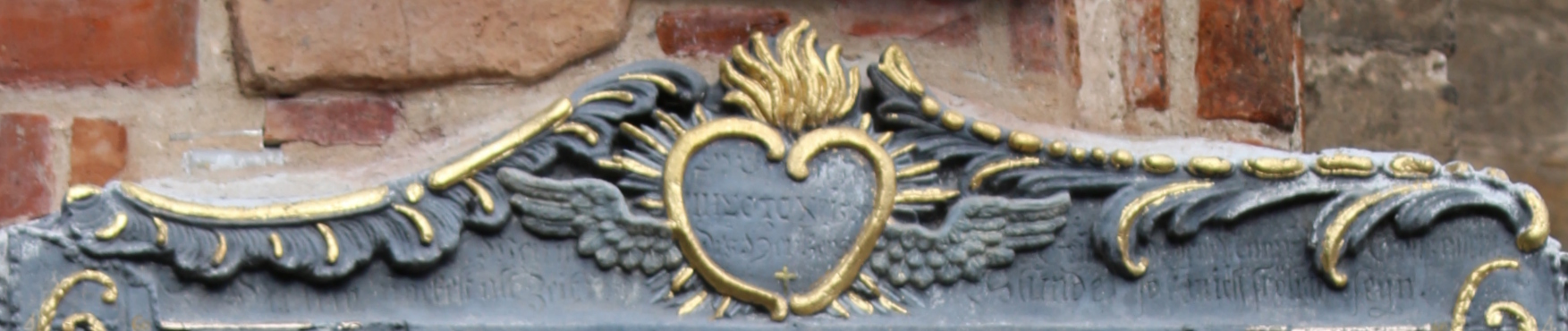
Wenn in des Herzens Grunde Dein Nahm und Creutz allein Funckelt all Zeit und Stunde, So kan ich frölich seyn.
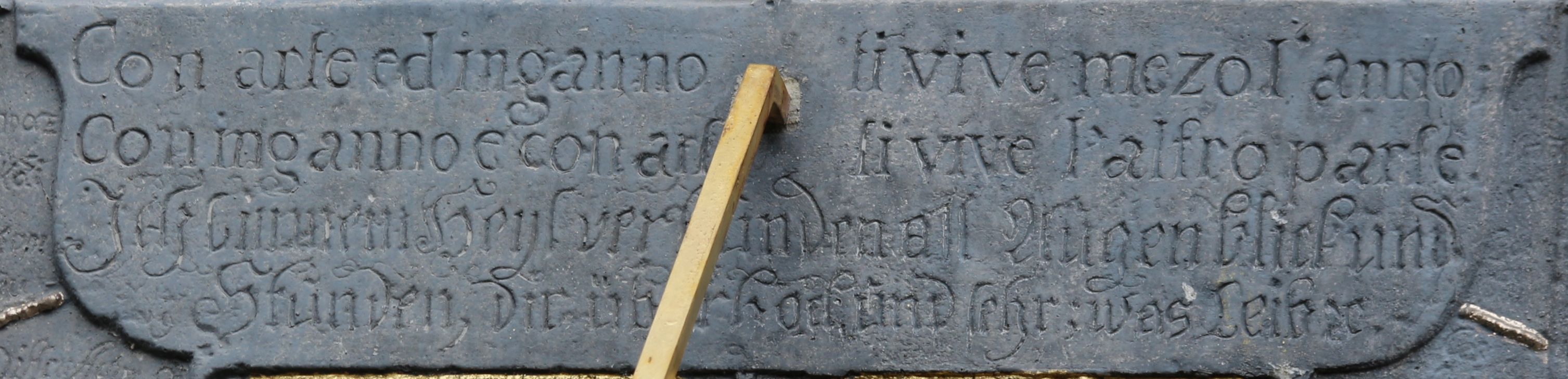
Con arte ed inganno si vive mezo l’'anno; Con inganno e con arte si vive l‘altro parte
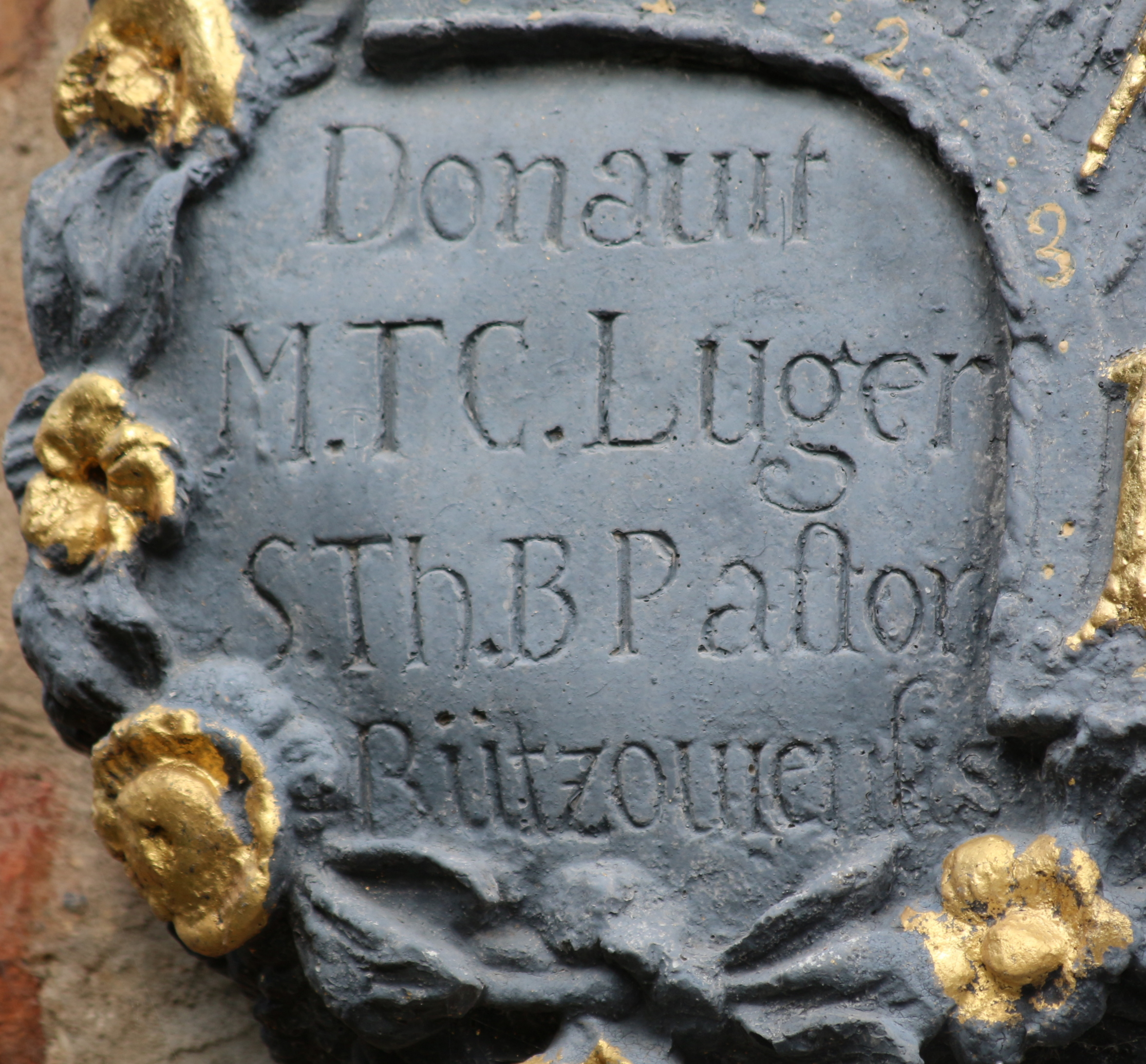
Inschrift des Pastors Luger
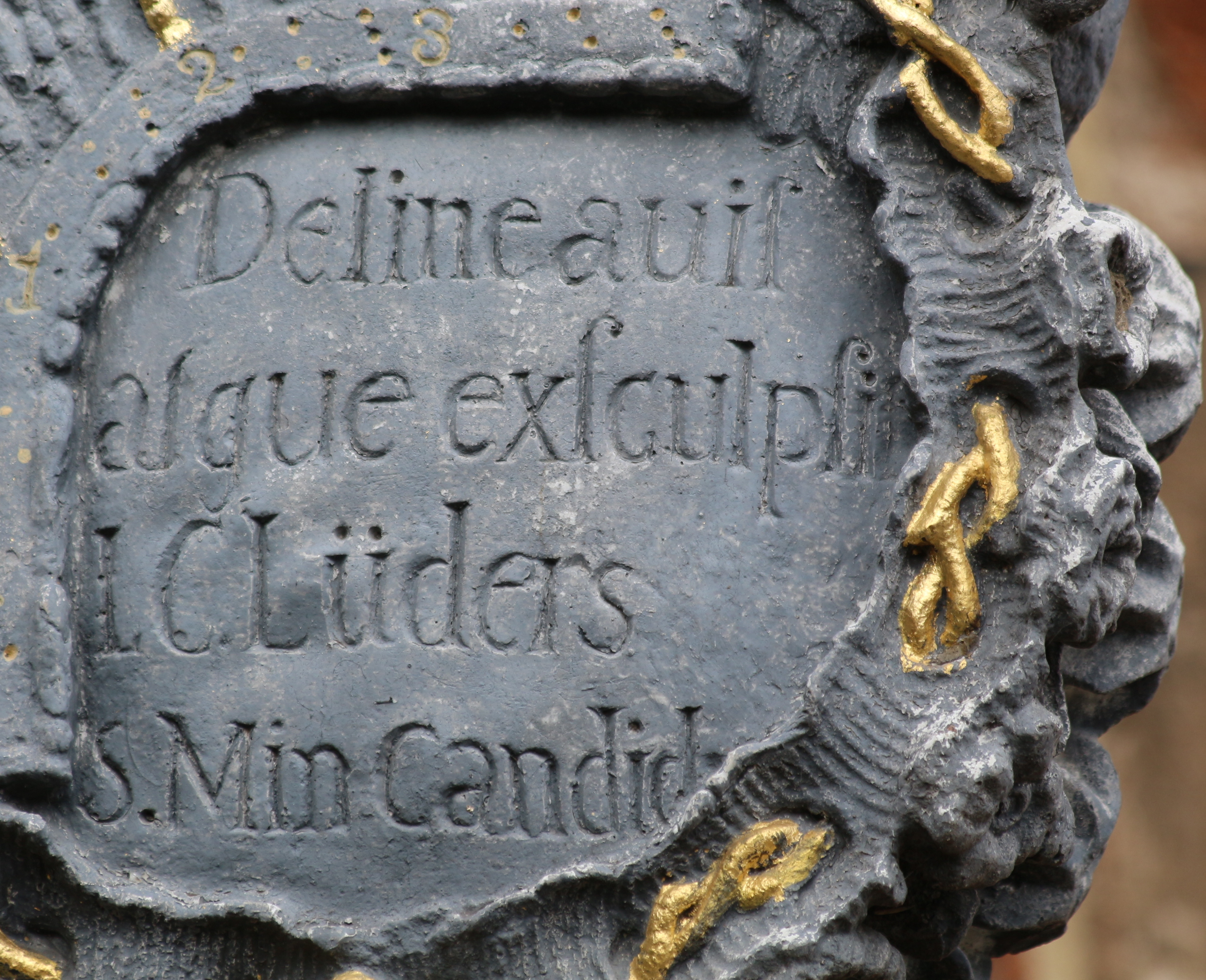
Inschrift des Candidaten Lüders

## Funktion der Sonnenuhr
Quellen:

### Anzeigen der wahre Ortszeit für Bützow
Die aufgetragenen Ziffern und Zeitlinien für die wahre Ortszeit befinden sich auf einem U-förmig umlaufenden, etwa 7,5 cm breiten Band.

#### Die Stunden
Die Anzeige der Stunden verläuft von 6 Uhr morgens über 12 Uhr bis 6 (18) Uhr abends. Diese Ziffern, die „Stunden-Zahlen“, waren vergoldet, die zugehörigen Stundenlinien versilbert. Am inneren Ende ist zudem jede Stundenlinie mit einem im Stein herausgearbeiteten Knotenpunkt versehen.

#### Die Viertelstunden und Minuten
Die Stunden sind zunächst in Viertelstunden geteilt und mit 1 bis 4 bezeichnet. Die Ziffern waren gelb, die Viertelstundenlinien vergoldet. In der Anzeige wird daraufhin jede Viertelstunde durch kürzere Striche geviertelt und zu jedem Viertel ein bis drei vertiefte Punkte hinzugefügt. Dies bedeutet die Anzeige auf 3,75 Minuten. Diese Vierteilung wird noch einmal jeweils halbiert und durch noch kürzere Striche angezeigt, was einer Anzeige auf 1,84 Minuten entspricht. Nach Innen schließt sich ein schmales Band mit in Schritten zu 5 Minuten bezeichneten Minutenanzeigen an. Diese gehören zu dem noch weiter innen liegenden System der in der Länge abgestuften Minutenlinien.

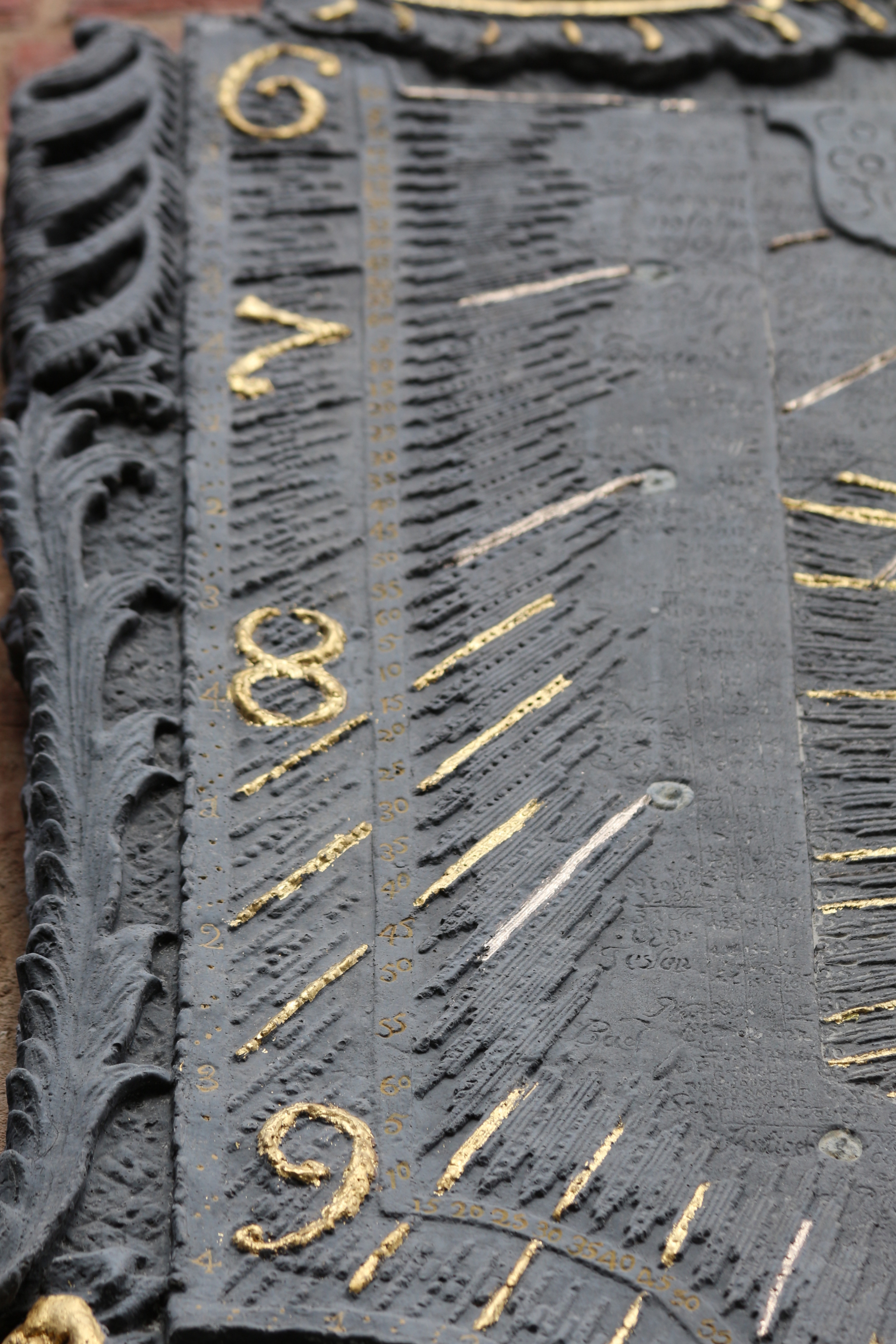
Stundenskala
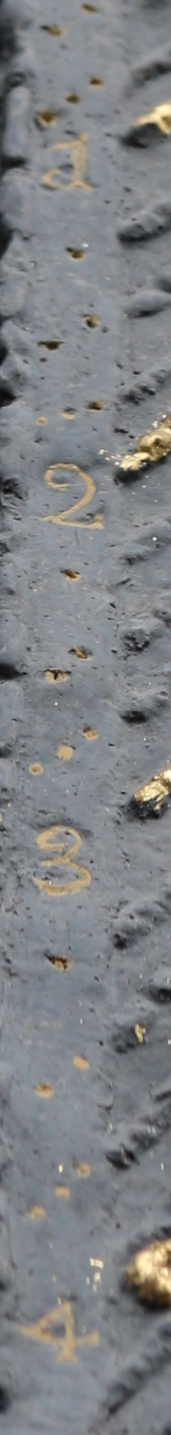
Viertelstundenskala
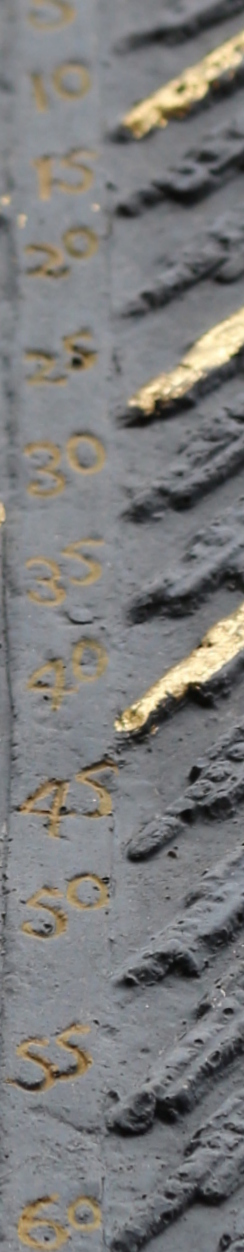
Minutenskala

### Welt-Mittags-Uhr
Je weiter ein Ort gegen Osten liegt, desto früher ist es daselbst Mittag, und je weiter er gegen Westen liegt, desto später. So ist es z. B. in Paris 40 Minuten später Mittag, als in Bützow.
Auf einem im innere Skalenfeld, wiederum U-förmig umlaufenden Fläche stehen die Namen von Orten von Indien mit beispielsweise Pondichery bis zum amerikanischen Doppelkontinent mit beispielsweise Kap Horn über Mekka, Kairo, Alexandria, Rom, Paris, London, Madrid… Bei jedem dieser Orte steht eine kurze Linie. Fällt der Schatten des Schattenstabes auf diese, wird damit die Mittagszeit des betreffenden Ortes angezeigt. Dieser Gebrauchshinweis findet sich auf der rechten Seite des Feldes mit den Ortsangaben:

„Difference des lignes meridionales des lieux les plus remarquables situes vers l‘occident; c'est a dire toutes fois il fait midi quand l’ombre touche les lignes par leurs noms sculptes.“

„Der Unterschied der Meridianlinien der bemerkenswertesten Orte, die gegen Westen liegen, d. h. immer dann, wenn es Mittag ist und der Schatten die Linien mit ihren gemeißelten Namen berührt.“

In der Beschreibung fährt Karsten fort:
Karsten verweist darauf, dass er für die scheinbare Sonnenbewegung die damals neuesten Tafeln des Astronomen Maximilian Hell verwendete, die dieser in mehreren Jahrgängen seiner „Ephemerides astronomicae ad meridianum Vindobonensem“ veröffentlicht hatte. Die Bestimmung der geographischen Koordinaten Bützows hatte Karsten erneut mit Hilfe seiner Beobachtung der Sonnenfinsternis vom 1. April 1764 ausgeführt. Dieser Hinweis findet sich auf der Sonnenuhr im Bereich der Ortsbezeichnungen auf der linken Seite:

„Differentia meridianorum locorum notissimorum versus ortum sitorum secundum Maxim. Hell e S. J. Astron. Caes. Reg. Univ. Vindob. & W. J. G. Karsten Math. Prof. Buetz.“

„Der Unterschied zwischen den Meridianen der bekanntesten Orte und den aufsteigenden Orten nach Maximilian Hell, Astronom der Universität Wien und Wenceslaus Johann Gustav Karsten, Mathematiker und Professor zu Bützow“

### Lauf der Sonne durch den Tierkreis
In diesem Abschnitt erklärt Karsten zunächst die Begriffe Tierkreis und Ekliptik: 
Sie wird in zwölf gleiche Teile zu je 30 Grad geteilt, die Tierkreiszeichen. Der Lauf der Sonne durch den Tierkreis kann auf folgende Weise angezeigt werden, die auch Karsten schildert:

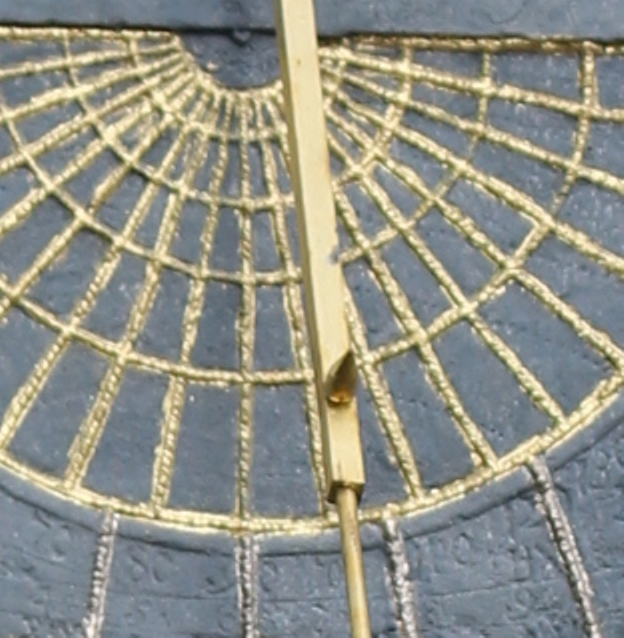
Die Rose

Es wird gewiss nicht Karstens Intention gewesen sein, aber die Stellung der Sonne im Tierkreis war noch im 18. Jahrhundert für die herrschende Astrologie zur Bestimmung des Geburtstierkreiszeichens von großer Bedeutung. Auf der Bützower Sonnenuhr erfolgte die Anzeige der Sonnenhöhe, damit der Stellung der Sonne im Tierkreis, mit einer auf dem Schattenstab an genau berechneter Position aufgesetzten Rose. Die zugehörigen Skalenlinien stehen im mittleren, rechteckigen Skalenfeld. Dabei verlaufen die Linien der Wintersternzeichen (bei niedrigem Sonnenstand) im oberen Teil und nach oben hin gebogen, die Sommerlinien (bei hohem Sonnenstand) im unteren Teil nach unten gebogen. Zwischen ihnen verläuft als Gerade die Linie für den Frühlings- und Herbstanfang. Wie Karsten schrieb:
Beschriftet sind die Linien rechts und links, bei Karsten Ost- bzw. Westseite genannt, am Ende mit den Symbolen der Tierkreiszeichen. Zur genauen Ablesung sind Linien zur Unterteilung gezogen:
Bezeichnet ist die Gradangabe der Stellung der Sonne in einem Tierkreiszeichen am Rand in Schritten zu je 5 Grad.

### Kalendarium, der Sonnenauf- und -untergang, die Länge des lichten Tages und der Nacht
Im vorangehenden Abschnitt hat Karsten die Anzeige des Laufes der Sonne durch den Tierkreis innerhalb eines Jahres dargestellt. Damit wurden bereits kalendarische Zusammenhänge berührt. Diese werden in diesem Abschnitt weitergeführt. Beidseitig der Skala mit den Tierkreiszeichen steht eine dreispaltige Tabelle. Diese gibt auf der linken, der westlichen Seite neben den Monaten die Zeit des Sonnenaufgangs und die Länge des lichten Tages für die Zeit vom Winteranfang bis zum Sommeranfang an, wenn also die Sonne am Himmel höhersteigt. Die genannten Zeiten verändern sich im Laufe des Jahres und so stehen die jeweiligen Zeiten für die Monate in der Tabelle neben der Linie des zugehörigen Tierkreiszeichens. Auf der rechten Seite finden sich die jahreszeitlich veränderlichen Angaben für die Länge der Nacht und die Zeiten des Untergangs der Sonne vom Sommeranfang bis zum Winteranfang, also für die am Himmel absteigende Sonne. In der Tabelle finden sich auch die wichtigsten festen Feiertage, deren Anzeige auf den zugehörigen Linien der Tierkreiszeichen erfolgt.

### Italienische Stunden
Die sog. Italienischen Stunden werden von 1 bis 24 vom Sonnenuntergang des nach unserer Gewohnheit vorangehenden Tages gezählt, oder wie es Karsten ausdrückt:
Da sich jedoch der Untergang der Sonne (ebenso wie deren Aufgang) von Tag zu Tag um einen geringen, jedoch deutlichen Betrag verschiebt, fängt jeder Tag gegenüber der Zählung von Mitternacht, zu einem anderen Zeitpunkt an. Vom Winteranfang bis zum Sommeranfang endet der Tag täglich etwas später, vom Sommeranfang bis zum Winteranfang täglich etwas früher.

### Babylonische Stunden
Diese Stundenrechnung ist analog zu der der italienischen Stunden, nur dass die Rechnung vom Aufgang der Sonne ab erfolgt. Karsten bringt folgende Beispiele für die italienischen Stunden, die um solche für die babylonischen ergänzt werden:
 Die Anzeige der „Horae Italicae“ und „Horae Babyloniae“ auf der Sonnenuhr erfolgt durch die geraden Linien, die quer von oben links nach rechts unten bzw. von oben rechts nach links unten auf dem mittleren großen Skalenfeld laufen. Der Schattenwurf erfolgt mit der Spitze der Rose.

### Jüdische Stunden

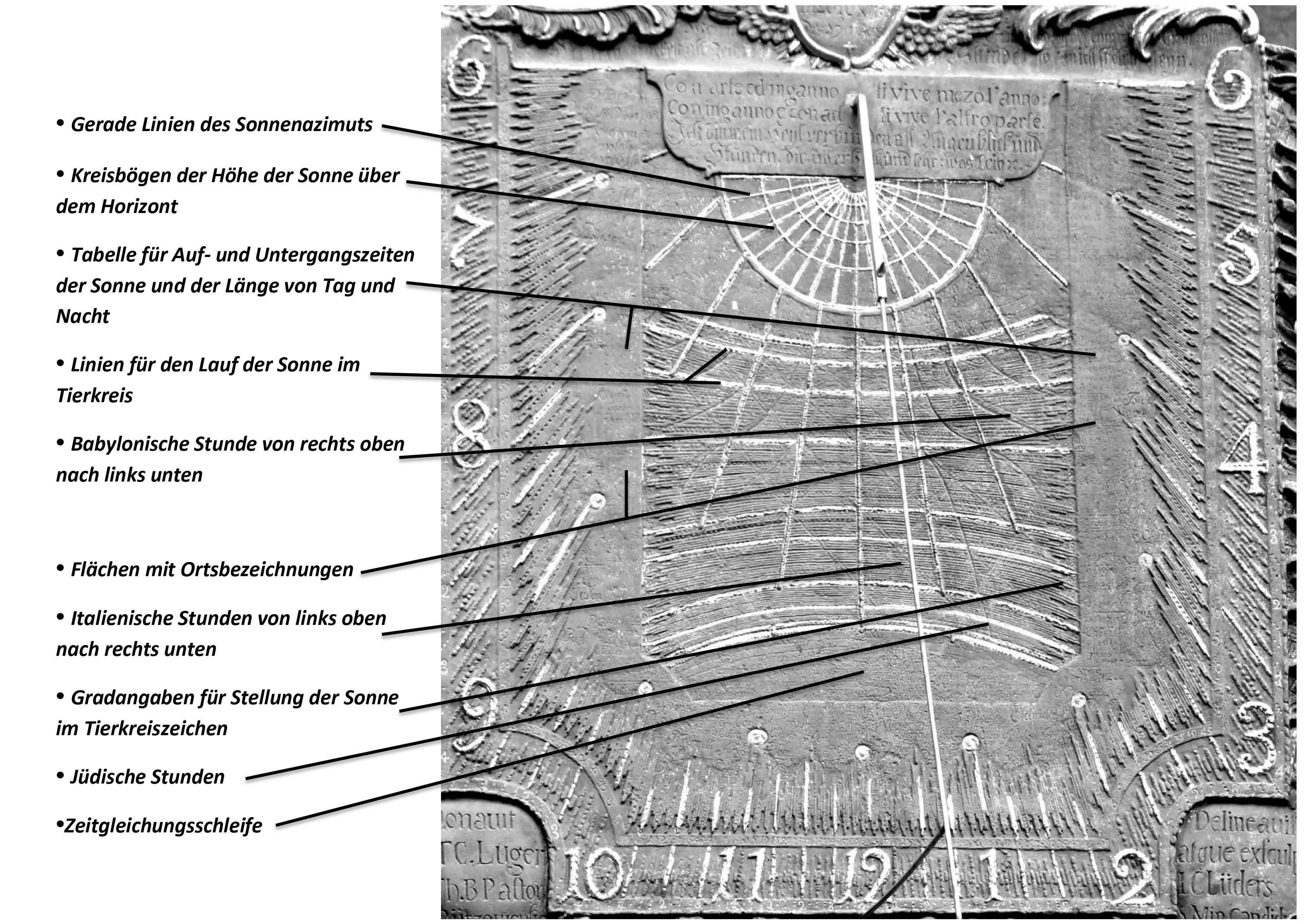
Beschreibung der Sonnenuhr

Die jüdischen Stunden werden vom Zeitpunkt des Untergangs der Sonne gerechnet. Dies erfolgt jedoch so, dass die Zeit zwischen Sonnenaufgang und Sonnenuntergang – der helle Tag und die Zeit zwischen Sonnenuntergang bis Sonnenaufgang – Nacht in jeweils zwölf gleiche Teile geteilt werden. Dies bedeutet kurze Nachtstunden und lange Tagstunden im Sommerhalbjahr sowie lange Nachtstunden und kurze Tagstunden im Winterhalbjahr.
In Karstens Worten:
Da die Sonne zum Winteranfang, also zur Weihnachtszeit, etwa um 16 Uhr untergeht und etwa um 8 Uhr aufgeht, dauert die Nacht etwa 16 Stunden und der lichte Tag 8 Stunden. Also beträgt die Länge der 12 Nachtstunden 80 Minuten, die der Tagstunden 40 Minuten. Im Sommer sind umgekehrt die Nachtstunden 40 Minuten lang und die Tagstunden 80 Minuten. Karsten verweist noch darauf, dass als Folge der Rechnung des Tagesbeginns zum Sonnenuntergang am Vorabend (nach unserer Rechnung) in der jüdischen Festrechnung der Beginn des Sabbats am Abend des Freitags liegt. Die Stundenlinien für die „Horae Judaicae“ sind gebogen und mit der jeweiligen Ziffer bezeichnet. Die Anzeige dieser Stunden erfolgt wiederum durch die Spitze des Schattens der Rose.

### Azimut und der Horizontabstand der Sonne
Der Ort der Sonne am Himmel wird im Horizontsystem, einem der astronomischen Koordinatensysteme, durch zwei Koordinaten angegeben: Azimut und Höhe. Das Azimut bezeichnet die Lage auf der Horizontalen, die Höhe den Abstand vom Horizont. Die Höhe wurde in der Vergangenheit mit dem aus dem Arabischen stammenden Begriff Almucantarath bezeichnet. Die genaue Weise der Messung des Azimuts beschreibt Karsten so:
Karsten benennt dafür den am Zenit gemessenen Winkel, was denselben Betrag gibt.
Die Anzeige der Azimute erfolgt durch die von West nach Ost in Schritten von 10° bezeichneten geraden Linien im halbkreisförmigen Skalenfeld. Die Höhen (Almucantharate) werden durch die Halbkreisbögen gegeben, deren äußerer als verstärkte Linie den Horizont und der Mittelpunkt des Halbkreises den Zenit darstellt, die einzelnen Kreisbögen also jeweils Höhenschritte von 15 Grad bezeichnen. Der Schattenwurf für diese Anzeige erfolgt durch eine kleine Kerbe in der Zeigerstange.

### Zeitgleichungsschleife
Der (scheinbare) Lauf der Sonne am Himmel ist nicht an allen Tagen gleich. Zeitweise läuft sie etwas schneller, erreicht also die Südrichtung mit ihrem höchsten Stand über dem Horizont einige Minuten vor 12 Uhr, an anderen Tagen ist sie langsamer, erreicht diesen erst nach 12 Uhr. Die wichtigsten Ursachen dafür liegen in der Schiefe der Erdbahn gegenüber der Ekliptik und der elliptischen Form der Bahn der Erde um die Sonne. Eine Sonnenuhr zeigt die wahre Ortszeit an, die man auch als die natürliche, direkt aus der Sonnenbewegung resultierende Zeit ansehen kann. Vergleicht man diese beispielsweise mit der durch eine mechanische Uhr angezeigten mittleren Ortszeit, ergibt sich eine für jeden Tag des Jahres bestimmte Differenz – die sogenannte Zeitgleichung. Sie gibt an, dass die Differenz zwischen wahrer und mittlerer Zeit bis zu etwa einer Viertelstunde betragen kann. Karsten schreibt:
Aus diesem Grund wurde, so Karsten weiter, diese Tabelle vielen Sonnen- und Taschenuhren im Gehäuse beigegeben:
Diese Zeitgleichungsschleife wurde der Bützower Sonnenuhr über der 12 Uhr-Ziffer als „eine gebogene Linie, wie eine Schlangen-Linie“ beigegeben. Auf der Schlangenlinie sind die Minuten mit kurzen Strichen markiert und die Daten bezeichnet, wodurch sich für jeden Tag des Jahres die Differenz zwischen wahrer Zeit (der Sonnenuhr) und mittlerer Zeit (einer mechanischen Uhr) ablesen lässt.
Karsten bringt ein weiteres Beispiel:

## Gutachten zur Bedeutung der Sonnenuhr
In einem Gutachten des Astronomiehistorikers Jürgen Hamel, das 2007 im Amtsblatt Bützower Landkurier veröffentlicht wurde, wird die Bedeutung der Sonnenuhr folgendermaßen beschrieben:
1. Als Objekt im öffentlichen Stadtraum ist die Sonnenuhr unter kunstgeschichtlichem Aspekt von Bedeutung. Es handelt sich um ein herausragendes Objekt der Steinmetzkunst, das bislang in der Kunstgeschichte Mecklenburgs um die Mitte des 18. Jahrhunderts bedauerlicherweise nicht rezipiert wurde. Die künstlerische Konzeption vereint wissenschaftliche Elemente mit theologischen Symbolen und Inschriften mit ästhetisch wirkungsvollen Schmuckformen in aufwendiger und technisch meisterhafter Ausführung.
2. Die Einrichtung für eine Anzeigegenauigkeit hinunter bis etwa zwei Minuten durch eine mehrfache Unterteilung der Stundenbereiche stellt international eine große Seltenheit dar.
3. Die Vielfalt der Indikationen, d. h. neben der Uhrzeit (wahre Ortszeit für Bützow), auch die Angabe der seit Sonnenaufgang verstrichenen Stunden, der seit Sonnenuntergang (am Vortag) verstrichenen Stunden (italienische, babylonische Stunden), die Anzeige der Planetenstunden, die Anzeige des Mittags für zahlreiche Orte Europas und Nordafrikas, die Koordinaten des Sonnenortes (Deklination, Rektaszension), die kalendarische Angabe des Laufes der Sonne im Tierkreis u. a.
4. Die fundierte wissenschaftliche Betreuung durch den Bützower Professor Wenceslaus Johann Gustav Karsten, später Professor in Halle und von Bedeutung in der Geschichte der Mathematik im 18. Jahrhundert, die sich bezog auf: auf die Herstellung des astronomisch-gnomonischen Teils der Uhr und die genaue Justierung der Uhr an der Kirche (nach einer zunächst provisorisch erfolgten Anbringung und Prüfung mittels astronomischer Beobachtungen vor der endgültigen Montierung).
5. Die umfangreiche viersprachige Textbegleitung (lateinisch, deutsch, französisch, hebräisch) auf dem Zifferblatt sowie einer späteren in griechischer Sprache mit – theologischen Texten (Bibel, theologische Sinnsprüche und Symbole) – astronomischen Texten (Skalenbeschriftung, wie Polhöhentafel, Tafel der Sonnenstände sowie weitergehende Informationen)
6. Der weithin einmalige Fall einer ausführlichen, zeitgenössischen wissenschaftlichen Beschreibung der Sonnenuhr von Karstens (Bützowsche Ruhestunden 1765) sowie die Existenz von begleitendem Archivmaterial (Stadtarchiv Bützow) Aufgrund dieser Besonderheiten verdient die Sonnenuhr an der Bützower Stiftskirche große Aufmerksamkeit der Kunstgeschichte Mecklenburgs – aus der Sicht der Astronomiegeschichte – der Geschichte der Sonnenuhren als Element der Sozialgeschichte der Zeitmessung- für die Stadt Bützow im Zusammenhang mit der Friedrichs-Universität als öffentliches Symbol der kulturellen und wissenschaftlichen Möglichkeiten der Stadt- für die Kirchengeschichte Bützows im Zusammenhang mit der Kirchengeschichte Mecklenburgs.

## Restaurierung der Sonnenuhr

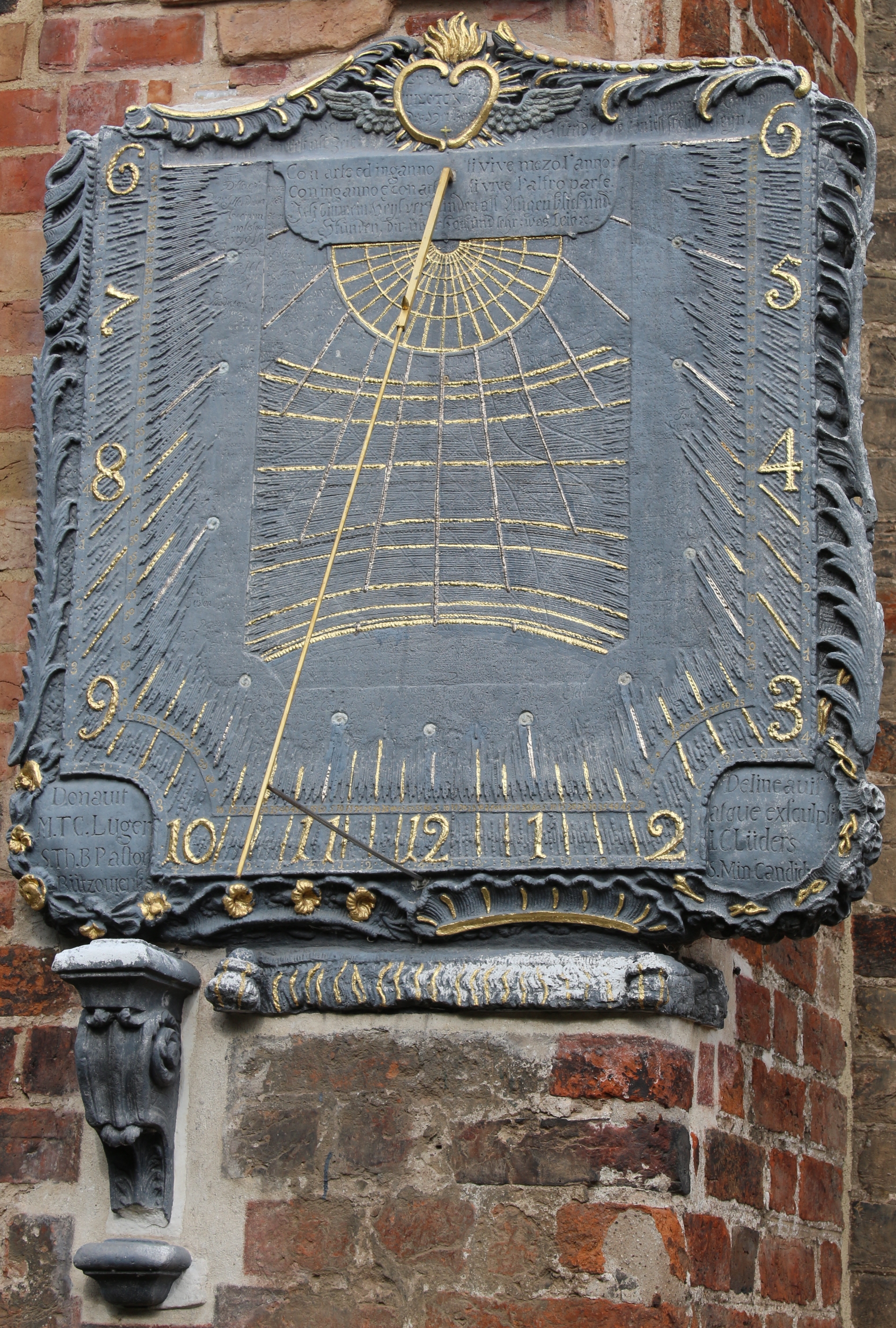
Nachbildung aus dem Jahr 2016

Die Kalksteinplatte der Sonnenuhr wies starke Schäden aufgrund verschiedener Witterungseinflüsse auf, die die Oberflächengestaltung bis zur Unkenntlichkeit beeinträchtigten. Im Jahr 1965, genau 200 Jahre nach der Errichtung der Sonnenuhr, versuchte Hans Vorbeck, der damalige Leiter des Heimatmuseums und Vertrauensmann des  Kreises Bützow für Denkmalpflege, vergeblich, verschiedene Gremien von der Restaurierung der Sonnenuhr an der Stiftskirche zu überzeugen. Dank des Engagements des Heimatvereins für Bützow und Umgebung e.V. und des Fördervereins Stiftskirche e.V. wurde es nach 244 Jahren möglich, dass die Kirchgemeinde beschloss, die originale Sonnenuhr zu restaurieren. Am 22. Juni 2009 wurde die Sonnenuhr entfernt und nach der Renovierung im Jahr 2009 hinter dem Altar der Kirche aufgestellt. Anstelle des originalen Exemplars wurde 2016 in einer feierlichen Einweihung eine originalgetreue Replik in drei Metern Höhe am Südost-Pfeiler angebracht. Der Restaurator Boris Frohberg führte am 23. April 2015 einen Guss mit Spezialbeton durch, der nach 6-wöchiger Aushärtung in den Farben Anthrazit, Gold und Silber sowie mit einem Schattenstab versehen wurde.

## Registriernummer
Die Deutsche Gesellschaft für Chronometrie (DGC) vergab für das Original von 1765 die deutschlandweite Registriernummer DGC 5031. Die Nachbildung der Sonnenuhr erhielt die eigenständige Registriernummer DGC 16931.